# Kjøbenhavns Boldklub
Kjøbenhavns Boldklub ou KB foi uma equipe dinarmaquesa de futebol com sede em Copenhague, Disputava a primeira divisão da Dinamarca (Campeonato Dinamarquês de Futebol).
Seus jogos eram mandados no Frederiksberg I P Opvisning, que tem capacidade para 16.000 espectadores.

## História
O Kjøbenhavns Boldklub foi fundado em 26 de Abril de 1876.
Foi extinto em 1992 junto com o Boldklubben 1903 (B 1903) para fundar o FC Copenhague.